# Хазинская пещера
Хазинская пещера (Тирмян-Таш) — пещера в Ишимбайском районе Башкортостана, на горе Тирментау.
Расположена близ деревни Хазиново в лесном массиве в ущелье Хазино.
Это же название применяется к другой пещере, в южной части ущелья, она труднодоступна и имеет вид колодца. Общее их название — Гумерово-Хазинские пещеры. В научной литературе применяется названия Хазинская пещера I и Хазинская пещера II. Возле них найдены археологические памятники (Хазинская стоянка).
Является самой посещаемой пещерой Ишимбайского района и гидрогеологическим памятником природы, имеет научное, историческое и практическое значение.

## История
Была открыта в 1770 году русским учёным-путешественником и естествоиспытателем Лепёхиным И. И., о чём он писал в своих записках.
Возле пещеры были найдены археологические памятники.
В прошлом туристы и исследователи ходили в пещеру с факелами, из-за чего на стенах видна копоть.
В 1974 году в пещере был найден зуб пещерного медведя (Ursus spelaeus), вымершего примерно 15 000 лет назад.

## География
Находится пещера в бассейне реки Хажиновская Шида (правый приток реки Селеук) в окраинном хребте западного склона горы Тирментау, в 1,5 км восточнее от деревни Хазиново. Размещается в окружении низкогорного лесного ландшафта. Вход в пещеру обращён к югу и находится на высоте 150 метров над уровнем долины, имеет ширину в 1,5 м, а высоту — 1 м. Из-за высоты входа в пещеру, оттуда открывается панорама на ущелье.

## Структура
Пещера имеет три этажа, последний до сих пор плохо изучен. Внутри пещеры встречаются известняковые сталактиты и сталагмиты, кальцитовые ванны, кораллиты, гуры и плотины, натеки на стенах и натечный водопад. Чтобы попасть в пещеру, несмотря на большой вход, придётся проползти через утончение. Далее, друг за другом следуют три грота: Ожидания, Разочарования и Келья. За третьим находится 50-метровый коридор, справа от которого находится четвёртый грот с органными трубами, по которым сочится вода, и маленьким озером. Потолок сводчатый, наблюдается капёж, натёчные образования представлены зачатками сталактитов и сталагмитов. Пол ровный, покрыт глиной с мелкими обломками известняка.